# Isla Cerritos Blancos
Isla Cerritos Blancos är en ö i Mexiko. Den ligger i sjön Infiernillo och tillhör kommunen Arteaga i delstaten Michoacán, i den sydvädstra delen av landet.